# 31a Brigada Mixta (Exèrcit Popular de la República)
La 31a Brigada Mixta va ser una unitat de l'Exèrcit Popular de la República creada durant la Guerra Civil Espanyola. Al llarg de la contesa va participar en algunes de les principals batalles, com La Granja, Aragó o l'Ebre.

## Historial
La 31a BM va ser creada el 2 de gener de 1937 a partir de diferents unitats del Cinquè Regiment. El seu primer comandament va ser el comandant d'infanteria Francisco del Cacho Villarroig, que procedia de la Brigada Líster i en la qual havia estat cap d'Estat Major. La unitat va quedar adscrita a la 1a Divisió del I Cos d'Exèrcit.

### Front del Centre
El 5 de gener, mentre es trobava en plena instrucció militar, la brigada va prendre part en la tercera batalla de la carretera de la Corunya: va rebre l'ordre de marxar cap a Las Rozas de Madrid, localitat que havia estat recentment ocupada pels revoltats i que havia de recuperar. La 31a BM va atacar les posicions enemigues amb el suport dels tancs soviètics, però l'intent va fallar i no va aconseguir recuperar la localitat. Durant els següents mesos la brigada va romandre en el sector de la Sierra de Guadarrama i per un breu període va estar adscrita a la 10a Divisió, després de la qual cosa va tornar a la seva unitat anterior.
A la fi de maig la unitat va canviar de posicions per a intervenir en l'Ofensiva de la Granja. El 30 de maig la brigada va atacar el front enemic amb la missió d'ocupar la posició de la Gelera i la localitat de La Granja, comptant amb un fort suport de l'aviació. No obstant això, durant aquest dia la brigada va fracassar completament en els seus objectius i no va aconseguir avançar durant els següents dies. El 4 de juny la 31a BM es va replegar a les seves posicions en el Guadarrama, situació en la qual es va mantenir durant els següents mesos. El fracàs de les operacions va suposar la destitució del comandant Cacho Villaroig i el nomenament del major de milícies Germán Paredes García.

### Aragó i Catalunya
Quan al començament de març de 1938 va començar l'ofensiva franquista a Aragó, des del front del Centre va partir una reforçada 3a Divisió al comandament del major de milícies Manuel Tagüeña i en la qual estava incorporades la 31a i 33a brigades mixtes. El 18 de març la 31a BM va arribar al capdavant de combat i, l'endemà les seves forces van rellevar a la desgastada 209a Brigada mixta a Torrevelilla. Anava a ser en aquesta localitat on els homes de Tagüeña, amb el suport de la 11a Divisió de Líster, van aconseguir detenir l'avanç de l'italià Corpo Truppe Volontarie (CTV). No obstant això, l'ofensiva enemiga es va renovar i el 31 de març la brigada es va veure forçada a retirar-se, encara que la unitat va aconseguir retardar considerablement l'avanç enemic. La unitat es va retirar cap a la zona de Gandesa, establint dos batallons al Pinell i un altre que es va situar al costat de l'Ebre per a defensar el pont de Mora d'Ebre. Després de veure's obligada a travessar el riu, cap al 13 d'abril la brigada va ser rellevada per elements de la 45a Divisió Internacional.
Després de sotmetre's a una profunda reestructuració, la brigada va quedar adscrita al XV Cos d'Exèrcit, en preparació de l'Ofensiva de l'Ebre.
La matinada del 25 de juliol la 31a BM va travessar el riu al sud de Riba-roja de Túria, continuant el seu avanç cap a la Serra de la Fatarella. En els dies següents va intentar sense èxit ocupar Sa Pobla de Masaluca, on va quedar frenat el seu avanç. Durant els següents dies mantindrà nombrosos enfrontaments amb el Terç de Montserrat, nouvingut des d'Extremadura. El 17 d'agost la 31a BM va ser retirada de la primera línia de combat, però dos dies més tard va haver de tornar per a rellevar a la 84a Brigada mixta en l'anomenada posició Targa, davant Vilalba dels Arcs. Aquest dia va haver de fer front als assalts del Terç de Montserrat, que no va aconseguir prendre la posició Targa i després de la qual cosa el Terç va quedar pràcticament aniquilat. Finalment, l'endemà la pressió enemiga va forçar a la brigada a retirar-se al Vèrtex Gaeta. Vuit dies després, amb la unitat molt desgastada per la lluita constant, la brigada va passar a la reserva. En els últims moments de la batalla de l'Ebre, el 12 de novembre la brigada va abandonar les seves posicions defensives i es va retirar a Ascó. Dos dies més tard va sofrir un fort atac contra les seves posicions en la carretera que anava des de La Fatarella a Ascó, després de la qual cosa va haver de creuar l'Ebre per un pas situat al sud de Flix. Per a llavors la brigada es trobava molt infringida.
A la fi de desembre de 1938 els franquistes van llançar la seva ofensiva sobre Catalunya. La brigada es va retirar des de Sa Pobla de la Granadella cap a Montblanc i Tarragona, i per al 17 de gener de 1939 ja es trobava en els voltants del Vendrell. Cinc dies després defensava els accessos de Barcelona, però no va arribar a defensar la ciutat comtal i va continuar la seva retirada cap a la frontera francesa.

## Comandaments
Comandants
- Comandant d'infanteria Francisco del Cacho Villarroig;
- Major de milícies Germán Paredes García;
- Major de milícies Dositeo Sánchez Fernández;[12]

Comissaris
- Enrique Zafra;
- Carlos García Fermín, del PCE;[13]
- Mariano García Gala, del PSOE;